# 1918 في الولايات المتحدة
فيما يلي قوائم الأحداث التي وقعت خلال عام 1918 في الولايات المتحدة.

## سياسة

### تعيين في المنصب
- 20 مايو – بيتن كونواي مارس رئيس أركان جيش الولايات المتحدة.
- 20 مايو – بيتن كونواي مارس رئيس أركان جيش الولايات المتحدة.
- 16 ديسمبر – كارتر قلاس وزير الخزانة الأمريكي.

### انتهاء فترة المنصب
- 1 فبراير – هنري ستيورات كارتر حاكم فرجينيا [الإنجليزية]‏.
- 19 مايو – تاسكر هاوارد بليس رئيس أركان جيش الولايات المتحدة.

## أفلام
من الأفلام التي صدرت هذه السنة في الولايات المتحدة:
- 1 يناير – بيت الفرح من إخراج Albert Capellani [الإنجليزية]‏.

## كتب
من الكتب التي صدرت هذه السنة في الولايات المتحدة:
- 1 يناير – الحطاب الصفيحي من أوز من تأليف ليمان فرانك بوم.

## مواليد

### يناير
- 1 يناير – بوب أكري
- 1 يناير – ويليام ويبر عالم نبات أمريكي.
- 4 يناير – لويس غوس ممثل أمريكي.[1]
- 7 يناير – كيفين لينش[2]
- 11 يناير – ادوارد مورفي[3]
- 13 يناير – ستيفن دان[4]
- 17 يناير – جوزيف جورج بار سياسي أمريكي.[5]
- 19 يناير – جون جونسون[6]
- 21 يناير – هربرت جونز ضابط من الولايات المتحدة الأمريكية.[7]
- 23 يناير – جرترود إليون[8]
- 25 يناير – كينغ دونوفان[9]
- 28 يناير – جيري اندروس ساحر مسرحي من الولايات المتحدة الأمريكية.

### فبراير
- 3 فبراير – جوي بيشوب[10]
- 12 فبراير – جوليان شفينجر[11]
- 15 فبراير – ألان أربوس[12]
- 22 فبراير – روبيرت وادلو لاعب سيرك من الولايات المتحدة الأمريكية.[13]
- 25 فبراير – بوبي ريغز لاعب كرة مضرب أمريكي.[14]
- 26 فبراير – أوتيس ر بوين سياسي أمريكي.[15]

### مارس
- 3 مارس – آرثر كورنبرغ[16]
- 4 مارس – مارجريت أوزبورن دوبون لاعبة كرة مضرب أمريكية.[17]
- 5 مارس – جيمس توبن عالم اقتصاد أمريكي.[18]
- 6 مارس – جيمس إدواردز ممثل أمريكي.[19]
- 9 مارس – جورج لينكون روكويل سياسي أمريكي.[20]
- 12 مارس – آيموس جويل الإبن مهندس من الولايات المتحدة الأمريكية.
- 12 مارس – ديفيد اتش فريش فيزيائي أمريكي.
- 14 مارس – دينيس باتريك[21]
- 16 مارس – فريدريك راينس فيزيائي أمريكي.[22]
- 20 مارس – جاك باري[23]
- 22 مارس – فريد كرين[24]
- 25 مارس – جون بلات فيزيائي أمريكي.
- 29 مارس – سام والتون[25]

### أبريل
- 3 أبريل – ماري أندرسون[26]
- 4 أبريل – جولي كوجون ملاكم من الولايات المتحدة الأمريكية.
- 7 أبريل – وليام إيث[27]
- 8 أبريل – بيتي فورد[28]
- 17 أبريل – بيتي روزنبرغ لاعب كرة سلة أمريكي.
- 17 أبريل – ويليام هولدن ممثل أمريكي.[29]
- 18 أبريل – إدموند جونز سياسي من الولايات المتحدة الأمريكية.
- 19 أبريل – كليفورد بيري[30]
- 20 أبريل – إدوارد إل بيتش، الابن[31]
- 30 أبريل – دون ماكنيل لاعب كرة مضرب من الولايات المتحدة.

### مايو
- 4 مايو – جورج إف كارير[32]
- 9 مايو – أورفيل فريمان سياسي أمريكي.[33]
- 11 مايو – ريتشارد فاينمان فيزيائي أمريكي.[34]
- 14 مايو – جيمس هاردي[35]
- 14 مايو – ماري سميث جونز[36]
- 15 مايو – إدي أرنولد[37]
- 20 مايو – إدوارد لويس[38]
- 23 مايو – روبرت بلاكويل موسيقي أمريكي.[39]
- 26 مايو – جون دول[40]

### يونيو
- 6 يونيو – إدوين كريبس[41]
- 13 يونيو – بين جونسون
- 13 يونيو – جاك جارفينكل لاعب كرة سلة أمريكي.[42]
- 18 يونيو – جيروم كارل[43]
- 29 يونيو – ريتشارد ادموند ينج سياسي من الولايات المتحدة الأمريكية.[44]

### يوليو
- 4 يوليو – جوني بارسون[45]
- 6 يوليو – هيرم فويتش لاعب كرة سلة أمريكي.
- 8 يوليو – إروين هاسن رسام كارتون من الولايات المتحدة الأمريكية.[46]
- 8 يوليو – كريغ ستيفنز ممثل أمريكي.[47]
- 12 يوليو – ريد والاس
- 14 يوليو – جاي رايت فوريستر[48]
- 15 يوليو – توماس جاردنر فورد سياسي أمريكي.
- 17 يوليو – ريد سوفاين مغني أمريكي.
- 25 يوليو – أنجيلو موسي لاعب كرة سلة أمريكي.[49]
- 25 يوليو – نان غراي ممثلة من الولايات المتحدة الأمريكية.[50]
- 31 يوليو – بول بوير[51]

### أغسطس
- 5 أغسطس – توم دريك ممثل أمريكي.[52]
- 7 أغسطس – بوني ادامز[53]
- 25 أغسطس – ليونارد برنستاين[54]
- 26 أغسطس – ديف باري
- 26 أغسطس – كاثرين جونسون[55]
- 30 أغسطس – تيد وليامز[56]
- 31 أغسطس – آلان جي لرنر[57]

### سبتمبر
- 2 سبتمبر – ألن دروري روائي أمريكي.[58]
- 4 سبتمبر – بيل تالبرت لاعب كرة مضرب من الولايات المتحدة.
- 13 سبتمبر – ايرفينغ سيغال رياضياتي أمريكي.
- 13 سبتمبر – روزماري كينيدي[59]
- 14 سبتمبر – بيل إدواردز[60]
- 15 سبتمبر – ألفرد شاندلر جونيور مؤرخ أمريكي.[61]
- 21 سبتمبر – جون غوفمان[62]
- 21 سبتمبر – راند بروكس[63]

### أكتوبر
- 4 أكتوبر – أدريان كانترويتز[64]
- 6 أكتوبر – هنري موريس[65]
- 9 أكتوبر – هوارد هانت[66]
- 11 أكتوبر – جيرومي روبين[67]
- 13 أكتوبر – روبرت والكر ممثل أمريكي.[68]
- 17 أكتوبر – ريتا هيوارث[69]
- 18 أكتوبر – بوبي تروب[70]
- 19 أكتوبر – بوب سويني ممثل من الولايات المتحدة الأمريكية.[71]
- 23 أكتوبر – بايرون راندال فنان أمريكي.[72]
- 23 أكتوبر – بول رادولف مهندس معماري أمريكي.[73]
- 23 أكتوبر – جيمس دالي[74]
- 26 أكتوبر – ديانا سيرا كاري
- 27 أكتوبر – تيريزا رايت[75]
- 30 أكتوبر – روبرت سيمنس[76]
- 31 أكتوبر – جريفين بيل قاضي أمريكي.[77]

### نوفمبر
- 1 نوفمبر – كيرلي آرمسترونغ
- 4 نوفمبر – آرت كارني ممثل أمريكي.[78]
- 4 نوفمبر – كاميرون ميتشيل[79]
- 7 نوفمبر – بيلي غراهام مبشر مسيحي إنجيلي أمريكي.[80]
- 9 نوفمبر – سبيرو أغنيو سياسي أمريكي.[81]
- 9 نوفمبر – فلورانس تشادويك سباحة أمريكية.
- 11 نوفمبر – جورجي أبرامز ملاكم من الولايات المتحدة الأمريكية.
- 19 نوفمبر – هاري جورج دريكامر[82]
- 20 نوفمبر – ستيف باركلي ممثل أمريكي.[83]
- 22 نوفمبر – إلمر غينر لاعب كرة سلة أمريكي.
- 26 نوفمبر – كلارنس ماكس فولر فيزيائي أمريكي.
- 27 نوفمبر – ستيفن إليوت ممثل أمريكي.[84]
- 29 نوفمبر – مادلين لانغل كاتب أمريكي.[85]

### ديسمبر
- 15 ديسمبر – جيف شاندلير[86]
- 20 ديسمبر – هيرم شايفر
- 21 ديسمبر – دونالد ريغان[87]
- 31 ديسمبر – فرجينيا ديفيس[88]

## وفيات

### يناير
- 1 يناير – جون الكسندر (مواليد 1856) رسام توضيحي أمريكي.

### فبراير
- 2 فبراير – جون إل سوليفان (مواليد 1858) ملاكم من الولايات المتحدة الأمريكية.[89]
- 22 فبراير – تيري ماكغافرن (مواليد 1880) ملاكم من الولايات المتحدة الأمريكية.[90]

### مارس
- 14 مارس – لوكريشيا غارفيلد (مواليد 1832) سياسية من الولايات المتحدة الأمريكية.[91]
- 22 مارس – مارغريت ميتشيل (مواليد 1832) ممثلة أمريكية.[92]
- 24 مارس – تشينج لينج سو (مواليد 1861) ساحر مسرحي من الولايات المتحدة الأمريكية.
- 27 مارس – هنري بروكس آدمز (مواليد 1838)[93]

### أبريل
- 28 أبريل – فرانك شومان (مواليد 1862)
- 28 أبريل – هاميلتون جي إيوارت (مواليد 1849) سياسي أمريكي.[94]

### مايو
- 8 مايو – راسل باسيت (مواليد 1845) ممثل من الولايات المتحدة الأمريكية.

### يونيو
- 4 يونيو – تشارلز فيربانكس (مواليد 1852) سياسي أمريكي.[95]
- 28 يونيو – ألبرت هنري مونسل (مواليد 1858) فنان أمريكي.[96]
- 28 يونيو – ريموند لي نيوكومب (مواليد 1849) عالم فلك أمريكي.

### أغسطس
- 21 أغسطس – صموئيل ب كوبر (مواليد 1850) سياسي أمريكي.[97]
- 25 أغسطس – ارلو بيتس (مواليد 1850) كاتب أمريكي.[98]
- 30 أغسطس – جيمس دونالد كاميرون (مواليد 1833) سياسي من الولايات المتحدة الأمريكية.[99]
- 30 أغسطس – صامويل ويستون (مواليد 1851)[100]

### سبتمبر
- 5 سبتمبر – غوستاف إف توتشارد (مواليد 1888) لاعب كرة مضرب أمريكي.
- 30 سبتمبر – إنجرسول لوكوود (مواليد 1841)

### أكتوبر
- 15 أكتوبر – ماتي بالدوين (مواليد 1885) ملاكم من الولايات المتحدة الأمريكية.

### نوفمبر
- 4 نوفمبر – أندرو ديكسون وايت (مواليد 1832) سياسي أمريكي.[101]
- 6 نوفمبر – آرثر وير (مواليد 1880) لاعب كرة مضرب أمريكي.
- 11 نوفمبر – هنري غانثر (مواليد 1895) جندي من الولايات المتحدة الأمريكية.[102]
- 14 نوفمبر – جورج فرانسيس أتكينسون (مواليد 1854) عالم نبات أمريكي.[103]
- 22 نوفمبر – روز كليفلاند (مواليد 1846).[104]

### تاريخ غير معروف
- أبي لاثروب، مربية حيوانات وعالمة أمريكية ولدت عام 1868م.